# Tom Ripley
Thomas Ripley é o protagonista de uma série de romances da escritora norte-americana Patricia Highsmith, também presente em filmes baseados nestes romances. Ele é um criminoso de carreira, vigarista e serial killer que sempre se safa de seus crimes. Os cinco romances em que ele aparece -  The Talented Mr. Ripley (pt: O Talentoso Sr. Ripley / br: O Talentoso Ripley), Ripley Under Ground, Ripley's Game, The Boy Who Followed Ripley, e Ripley Under Water - foram publicados entre 1955 e 1991.
A revista Book classifica Ripley como nº. 60 em sua lista dos 100 melhores personagens de ficção desde 1900.

## Adaptações
As adaptações para o cinema e TV nas quais Tom Ripley está presente são:
- Plein soleil (1960), interpretado por Alain Delon; dir. por René Clément
- Der amerikanische Freund (1977), interpretado por Dennis Hopper; dir. por Wim Wenders
- The Talented Mr. Ripley (1999), interpretado por Matt Damon; dir. por Anthony Minghella
- Ripley's Game (2002), interpretado por John Malkovich; dir. por  Liliana Cavani
- Ripley Under Ground (2005), interpretado por Barry Pepper, dir. por Roger Spottiswoode
- Ripley (2024), interpretado por Andrew Scott; série da Netflix dir. por Steven Zaillian